# Отбо
Отбо (фр. Hautbos) насеље је и општина у североисточној Француској у региону Пикардија, у департману Оаза која припада префектури Бове.
По подацима из 2011. године у општини је живело 148 становника, а густина насељености је износила 34,42 становника/km². Општина се простире на површини од 4,3 km². Налази се на средњој надморској висини од 197 метара (максималној 197 m, а минималној 162 m).

## Демографија
| 1962. | 1968. | 1975. | 1982. | 1990. | 1999. | 2011. |
| ----- | ----- | ----- | ----- | ----- | ----- | ----- |
| 86    | 101   | 96    | 103   | 109   | 117   | 148   |

График промене броја становника у току последњих година